# Linda Thorson
Linda Thorson z domu Robinson (ur. 18 czerwca 1947 w Toronto) – kanadyjska aktorka występująca w USA i Wielkiej Brytanii. Zagrała Tarę King w serialu Rewolwer i melonik.